# فرديناند زفونيمير من هابسبورغ
فرديناند زفونيمير من هابسبورغ (بالألمانية: Ferdinand Zvonimir Maria Balthus Keith Michael Otto Antal Bahnam Leonhard Habsburg-Lothringen)‏ (21 يونيو 1997) هو الأبن البكر لـ كارل فون هابسبورغ حفيد كارل الأول إمبراطور النمسا-المجر أخر أباطرتها، والده رئيس هابسبورغ-لورين منذ عام 2007 بعد تنازل جده أوتو، وهو أيضا وريث الشرعي لهذه الأسرة.
فرديناند يعتبر الآن سائق سباقات، بحيث يتنافس حالياً في سباق فورمولا الشمالي كأس أوروبا 2.0.

## روابط خارجية
- فرديناند زفونيمير من هابسبورغ على موقع DriverDB.com (الإنجليزية)